# Dependência da internet

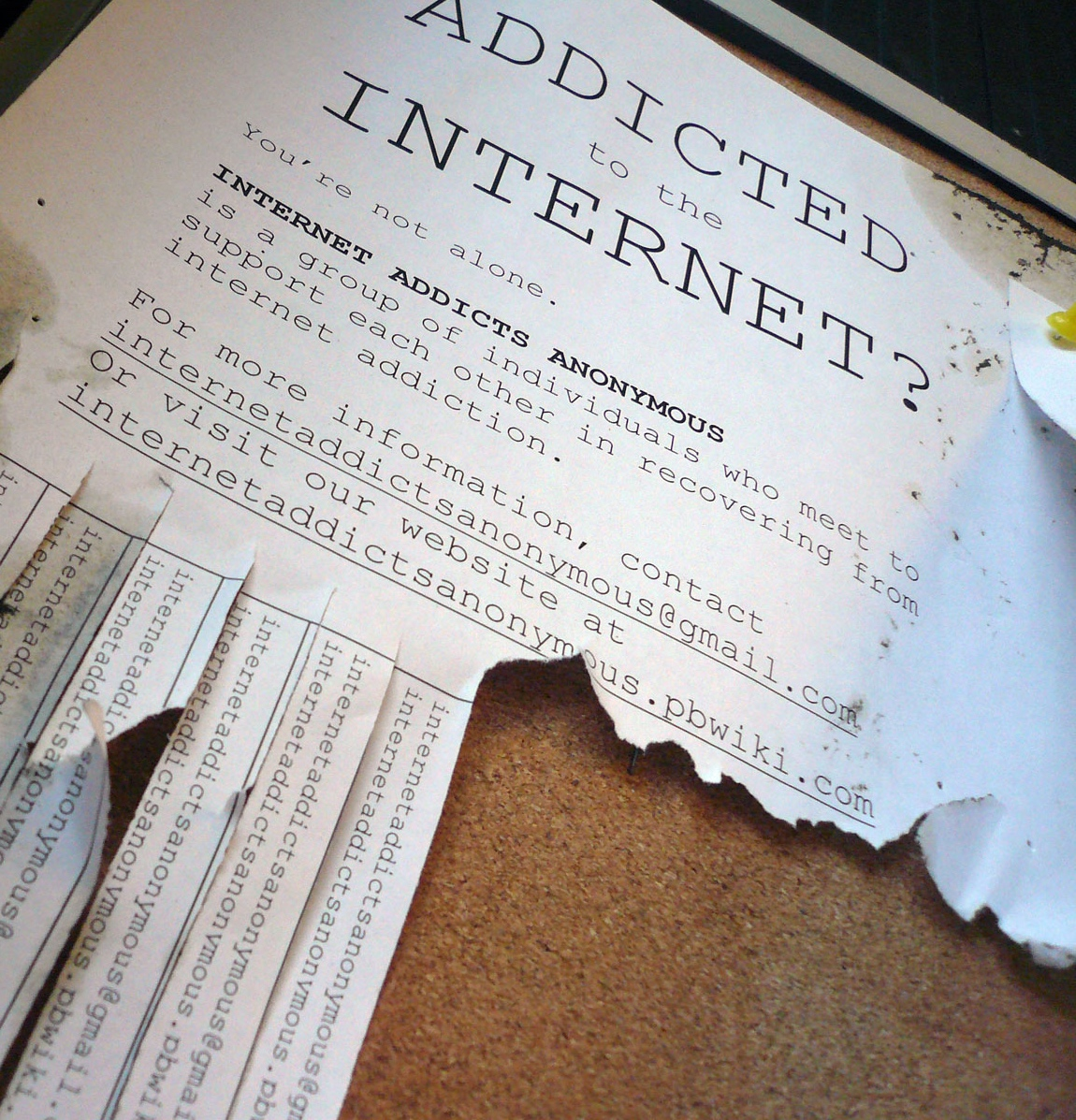
Vício em internet

Dependência à Internet ou vício pela Internet, ou até vício em internet (em inglês Internet overuse ou Internet addiction disorder, IAD) é um uso patológico do computador no cotidiano moderno atual com finalidade de permanecer-se sempre conectado à Internet.
O termo Internet addiction disorder foi proposto pela primeira vez em 1995 pelo psiquiatra novaiorquino Ivan Goldberg. A IAD refere-se tanto às pessoas que se mantém conectadas à Rede por conta da necessidade quanto as que o fazem por impulso emocional.

## Literatura
- Block, J.J. (2008). "Issues for DSM-V: Internet Addiction". American Journal of Psychiatry. 165:3; March 2008; p. 306-307.
- Byun, S., et al. (2008). Internet Addiction: Metasynthesis of 1996–2006 Quantitative Research. Cyberpsychology & Behavior, 12, 1-5.available online
- Caruso, D. (1998). Critics Pick Apart Study on Internet and Depression. available online.
- Chopra, D. (1997). Overcoming Addictions. New York: Harmony Books.
- Diagnostic and Statistical Manual of Mental Disorders, Fourth Edition. (1994). Washington D.C.: American Psychiatric Association.
- Dowling, N. A., & Quirk, K. L. (2008). Screening for Internet Dependence: Do the Proposed Diagnostic Criteria Differentiate Normal from Dependent Internet Use? CyberPsychology & Behavior, 12 (1), 1.
- Garcia Duran, M. (2003, December 14). Internet Addiction Disorder. Allpsych.
- Grohol, J. M. (1999). Internet Addiction Guide. Psych Central available online.
- Hansen S (2002). «Excessive Internet usage or 'Internet Addiction'? The implications of diagnostic categories for student users». Journal of Computer Assisted Learning. 18 (2): 232–236
- Padilla-Walker, L.M., Nelson, L.J., Carroll, J.S. & Jensen, A.C. (2009). More than just a game: Video game and Internet use during emerging adulthood. Journal of Youth and Adolescence. DOI 10.1007/s10964-008-9390-8.pdf *requires login at BYU*
- Potera C (1998). «Trapped in the Web?». Psychology Today. 31 (2): 66–70
- Quinn, M. J. (2009). Ethics for the Information Age (3rd ed.). (M. Hirsch, Ed.) Boston: Pearson.
- Surratt, Carla G (1999). Netaholics?: the creation of a pathology Commack, NY: Nova Science Publishers.
- Turel, O., Serenko, A. & Bontis, N. (2011). Family and Work-Related Consequences of Addiction to Organizational Pervasive Technologies. Information & Management, 48(2-3): 88-95. available online
- University, T. A. (2007, August 18). What exactly is 'Internet Addiction; and What is the Treatment? Science Daily.
- Welch, E. T. (2001). Addictions: a Banquet in the Grave. Phillipsburg, Pennsylvania: P & R Publishing.
- Young, Kimberly S. (2001). Caught in the Net: How to Recognize the Signs of Internet Addiction—and a Winning Strategy for Recovery
- Zur, O. & Zur, A. (2009). On Digital Immigrants & Digital Natives. Zur Institute available online